# Страны АБЧ

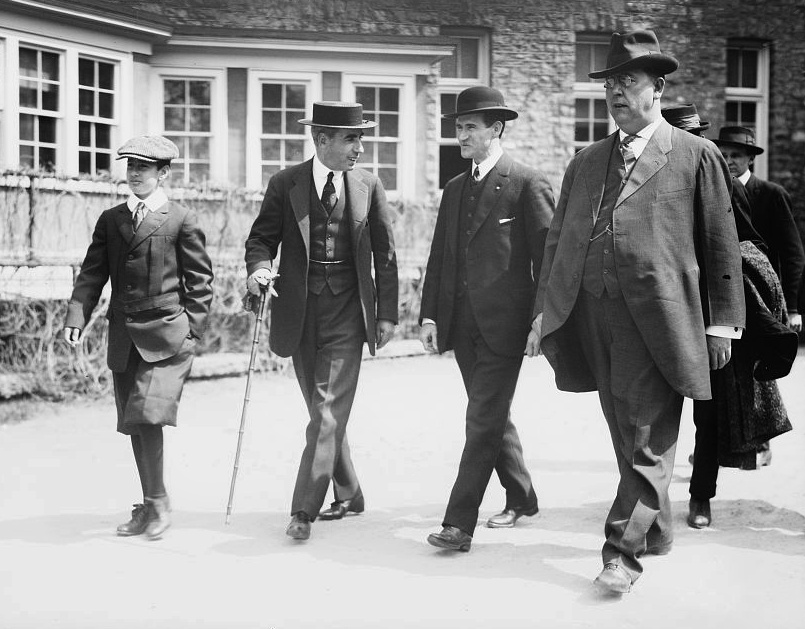
, представляющий Аргентину и Роберт Ф. Роуз в Ниагара-Фолсе, 1914

Аргентина, Бразилия и Чили в зелёном цвете.

Страны АБЧ (ABC countries, или ABC powers) — термин, иногда используемый для описания южноамериканских государств: Аргентины, Бразилии и Чили, которые рассматриваются как три самые сильные, самые влиятельные и богатые страны в Южной Америке. Термин большей частью использовался в первой половине XX века, когда они работали вместе, чтобы разработать общие интересы и согласованный подход к проблемам в регионе с относительно небольшим влиянием со стороны внешних сил, в отличие от правительств «холодной войны».

## Конференция АБЧ, 1914
Это первое известное использование фразы «ABC». 20 мая 1914, АВС стран встретились в Ниагара-Фолсе в Канаде для дипломатического посредничества, чтобы избежать войны между США и Мексикой после усиления напряжённости в отношении Дела Тампико и оккупации Соединёнными Штатами Веракруса, и развития вопросов, которые привели к Мексиканской революции. На конференции США представлял Фредерик Вильгельм Леманн, бывший генеральный солиситор США, и Джозеф Рукер Ламар, в ассоциации с судьями Верховного суда США.

## ABC пакт, 1915
15 мая 1915 года страны ABC встретились снова, чтобы подписать более формальный договор, направленный на развитие сотрудничества, о ненападении и арбитраже спорных вопросов. Он был разработан, чтобы противостоять влиянию США в регионе, и создать механизмы для консультаций между тремя подписавшими странами, такие, как создание постоянной посреднической комиссии. Официальное название — Соглашение о Консультации, Ненападении и Арбитраже.
Хотя договор не был официальным до его ратификации Бразилией, большая часть внешней политики трёх сторон, подписавших его в 1915—1930 годах, была основана на консультациях и взаимной инициативе, предусмотренных Пактом АВС. По этой причине пресса стала использовать название «Пакт ABC» («ABC Pact»), когда страны сотрудничают в области интеграции инициатив в Южной Америке, заключают официальные соглашения или действия в отношении внешней политики, или поощряют идеологически и политически подобные организации в регионе.

## Война между Перу и Эквадором, 1942 год
В 1942 году страны ABC и США посредничали по поводу условий мира после Перуано-эквадорской войны. Это привело к потере всех спорных территорий в бассейне Амазонки, на которые Эквадор претендовал до войны.